# Vicent Marzà i Duch
Vicent Marzà y Duch ([[Castellón de la Plana], 1954 - 2004) fue un escritor valenciano, conocido con el pseudónimo de Vicent Marçà. Como docente, fue uno de los impulsores de la enseñanza en valenciano, y contribuyó a los movimientos de renovación pedagógica que tuvieron lugar en el postfranquismo en la Comunidad Valenciana. Su hijo fue el consejero de Educación, Cultura y Deporte de la Generalitat Valenciana, Vicent Marzà y Ibàñez.

## Biografía
Maestro de enseñanza primaria, Vicent Marzà se implicó en numerosas actividades culturales relacionadas con la promoción del valenciano en la ciudad de Castellón. Debutó como escritor en el año 1995, con Viaje al interior. Durante la década siguiente, publicó una docena de obras, buena parte de estas en el campo de la literatura juvenil, pero también en la de adultos. 
Su tarea le valió premios como el Carmesina o Vicent Silvestre, así como el Ciutat de Castelló de Humanidades.

## Obras
- Viaje al interior (1995, Ediciones del Bullent)[2]
- Jordi Túrmix, aprendiz de pirata (1996, Bromera)
- Fuego en el gran recorrido (1996, Ediciones del Bullent)[3]
- El campanario de Castelló: las campanas del Soltero (1997, Ayuntamiento de Castellón) (Premio Ciutat de Castelló de Humanidades, 1995)
- Demasiadas casualidades (1997, Ediciones del Bullent)[4]
- La prima del seguro (1998) (Premio Ciutat de Vinarós, 1997)
- Han secuestrado al entrenador (1997, Ediciones del Bullent)[5]
- Relatos de la otra verdad (1998)
- El detective camaperdiu (1999, Bullent) (Premio Carmesina de narrativa infantil, 1999)[6]
- Volveré (2001, Luis Vives)
- Hemos hecho el Tourmalet (2001, Brosquil)
- Flores de plástico (2001, Ediciones del Bullent)[7]
- Las orejas del rey (2002, Tándem) (Premio Vicent Silvestre de narrativa infantil, 2001)
- El hada labradora (2002, Bromera)
- El amo de todo (2004, Luis Vives)
- Cuarenta y seis cuentos y un helado (2004, Oleada)